# Tourny
Tourny ist eine Ortschaft und eine ehemalige französische Gemeinde mit 941 Einwohnern (Stand: 1. Januar 2022) im Département Eure in der Region Normandie. Sie gehörte zum Arrondissement Les Andelys und zum Kanton Les Andelys.
Mit Wirkung vom 1. Januar 2016 wurden die bis dahin selbstständigen Gemeinden Berthenonville, Bus-Saint-Rémy, Cahaignes, Cantiers, Civières, Dampsmesnil, Écos, Fontenay-en-Vexin, Forêt-la-Folie, Fourges, Fours-en-Vexin, Guitry, Panilleuse und Tourny zu einer Commune nouvelle mit dem Namen Vexin-sur-Epte zusammengelegt und besitzen in der neuen Gemeinde den Status einer Commune déléguée. Der Verwaltungssitz befindet sich im Ort Écos.

## Lage
Nachbarorte sind Guiseniers und Forêt-la-Folie im Nordwesten, Guitry im Norden, Fontenay-en-Vexin und Cahaignes im Nordosten, Fours-en-Vexin im Osten, Civières im Südosten, Tilly im Süden, Mézières-en-Vexin im Südwesten und Hennezis im Westen.

## Bevölkerungsentwicklung
| Jahr      | 1962 | 1968 | 1975 | 1982 | 1990 | 1999 | 2006 | 2015 |
| --------- | ---- | ---- | ---- | ---- | ---- | ---- | ---- | ---- |
| Einwohner | 678  | 677  | 677  | 695  | 739  | 898  | 945  | 961  |

## Sehenswürdigkeiten

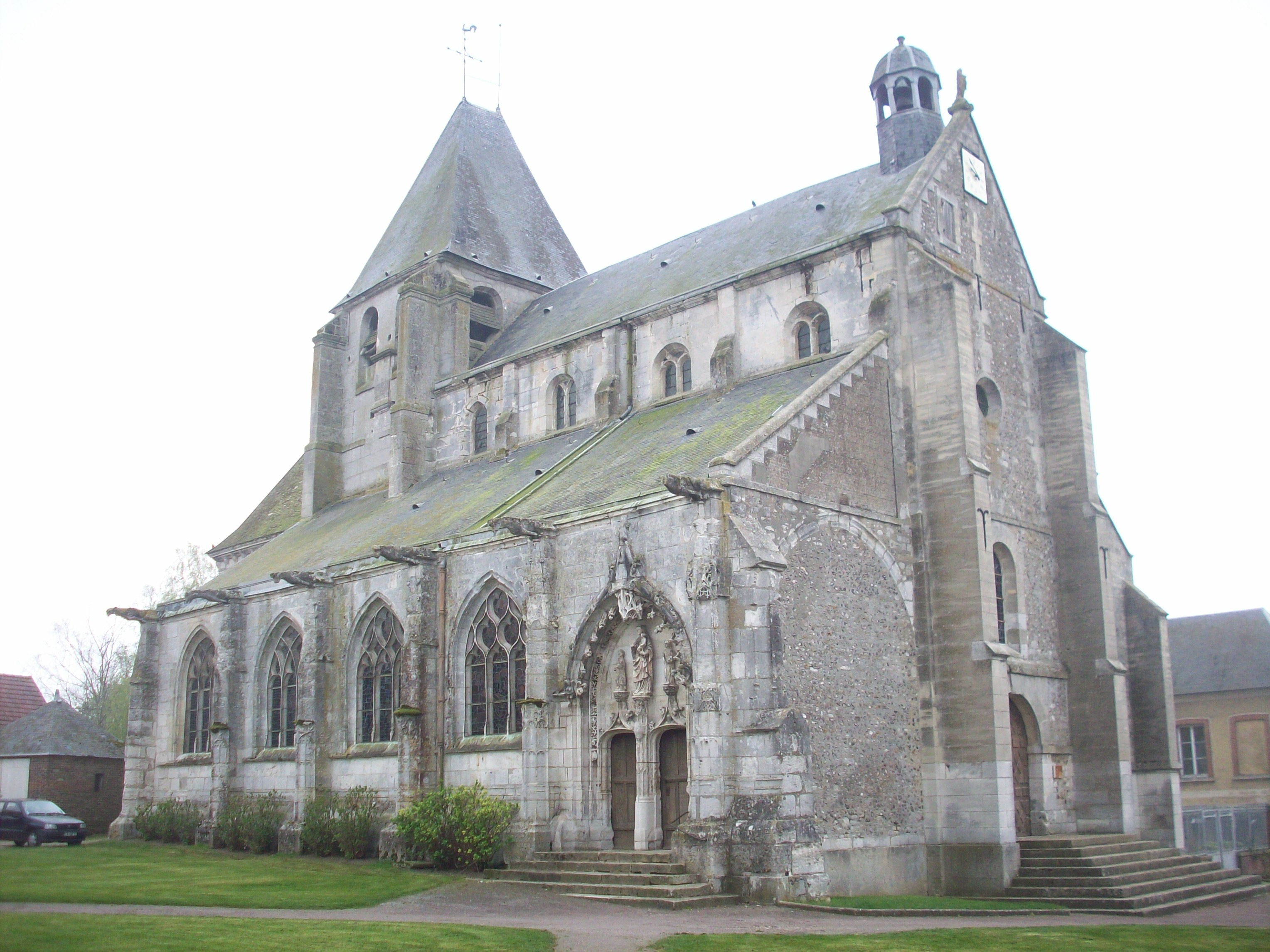
Kirche Notre-Dame

- Kirche Notre-Dame